# 褐首獅子魚
褐首獅子鱼，为輻鰭魚綱鮋形目杜父魚亞目狮子鱼科的其中一種。分布於北太平洋區的白令海海域，屬底棲性魚類，棲息在水深58至69公尺的水域，生活習性不明。